# Grands Causses (gebied)

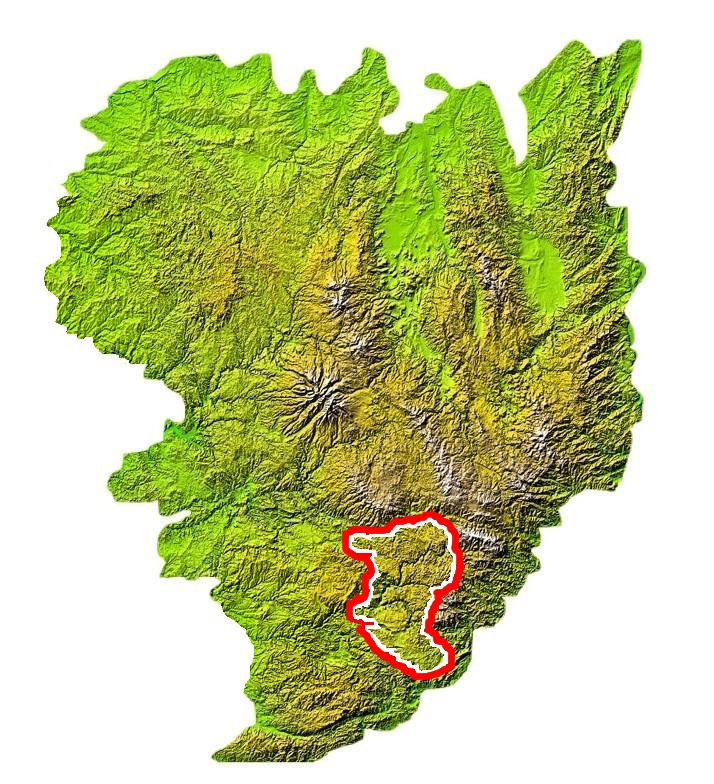
Situering van de Grands Causses in het Centraal Massief

De Grands Causses zijn een relatief recente benaming om het geheel van causses en hun omliggende valleien in een deel van het zuiden van het Centraal Massief aan te duiden. De Grands Causses onderscheiden zich van de Causses du Quercy die meer in het westen liggen. De causses bestaan uit kalkstenen hoogplateaus die vaak begrensd worden door diepe valleien (gorges). De hoogte varieert van 700 tot 1200 meter. De Grands Causses kunnen dus geclassificeerd worden als middelgebergte.
In 1970 kwam een deel van het oosten van de Grands Causses tezamen met het zuidwestelijke deel van de Cévennen in het nieuwe Nationaal park Cevennen te liggen. In 1995 werd het Parc naturel régional des Grands Causses opgericht. Dit regionaal natuurpark beslaat een ander deel van de Grands Causses, alsook het gebied ten zuidwesten van de Grands Causses (o.a. de Saint-Affricain). Een deel van de Grands Causses werden in 2011, tezamen met een deel van de Cévennen, opgenomen in de lijst van UNESCO Werelderfgoed onder de noemer Les Causses et les Cévennes, paysage culturel de l’agro-pastoralisme méditerranéen.

## Geografie

### Situering
De Grands Causses worden als volgt begrensd:
- In het noorden het plateau van de Aubrac en de bergen van Margeride
- In het oosten de Cévennen
- In het zuiden de lijn Bédarieux - Le Vigan
- In het westen de Lévézou en de Saint-Affricain

### Onderdelen
De zeven zogeheten 'grote' causses:
- De Causse Comtal
- De Causse de Sévérac
- De Causse de Sauveterre
- De Causse Méjean
- De Causse Noir
- De Causse Rouge

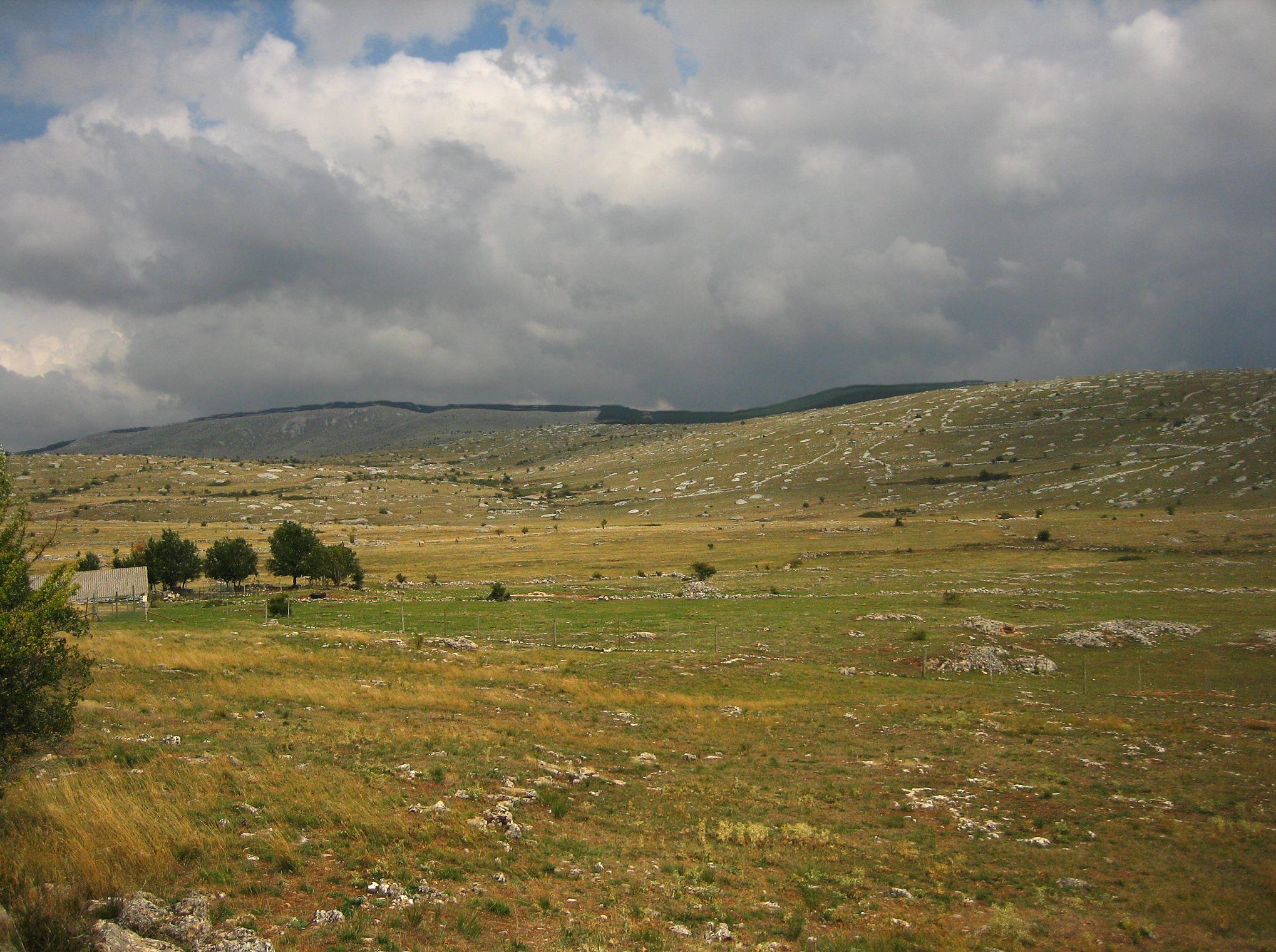
De Causse Méjean

- De Causse du Larzac, of kortweg Larzac

Daarnaast zijn er nog een groot aantal kleinere causses zoals de Causse de Mende, Causse de Blandas, Causse de Changefège, Causse-Bégon,...

## Geologie en geomorfologie
De Grands Causses vormen een uitermate typerend karstlandschap. Het landschap wordt gekenmerkt door een grote droogte, door de diepte van de valleien en de uitgestrektheid van de plateaus. Bijna al het water dat op de causses valt vindt zijn weg via ondergrondse wegen, waardoor er geen water aan de oppervlakte zichtbaar blijft.